# تيموثي فيريس
تيموثي فيريس (بالإنجليزية: Timothy Ferris) هو عالم وبروفيسور أمريكي، ولد في 24 أغسطس 1944 في ميامي في الولايات المتحدة.

## وصلات خارجية
- الموقع الرسمي
- تيموثي فيريس على موقع IMDb (الإنجليزية)
- تيموثي فيريس على موقع ميوزك برينز (الإنجليزية)
- تيموثي فيريس على موقع ديسكوغز (الإنجليزية)
- تيموثي فيريس على موقع قاعدة بيانات الفيلم (الإنجليزية)